# Kropotkine (volcan)
Pour les articles homonymes, voir Kropotkine.
Le Kropotkine est un volcan de Russie situé dans les monts Saïan, à la frontière entre le centre-Est de la Russie et la Mongolie. S'élevant à 2 074 mètres d'altitude, il fait partie du champ volcanique Jom Bolok. Il est situé à environ 3 km du Peretolchin.
Il a été nommé en 1941 par la société géographique soviétique.